# ماركو دي باولو
ماركو دي باولو (بالإيطالية: Marco Di Paolo)‏ (27 ديسمبر 1987 في إيطاليا - ) هو لاعب كرة قدم إيطالي في مركز الوسط. لعب مع نادي بوتيف بلوفديف وأوستيا ماري 1945 ‏.

## وصلات خارجية
- ماركو دي باولو على موقع قاعدة بيانات كرة القدم.إي يو (الإنجليزية)